# Skwierzyna (ville)
Pour les articles homonymes, voir Skwierzyna.
Skwierzyna (prononciation : [skfʲɛˈʐɨna] ; en allemand : Schwerin an der Warthe) est une ville du powiat de Międzyrzecz dans la voïvodie de Lubusz, dans l'Ouest de la Pologne. Elle est le siège administratif (chef-lieu) de la gmina de Skwierzyna.

## Géographie

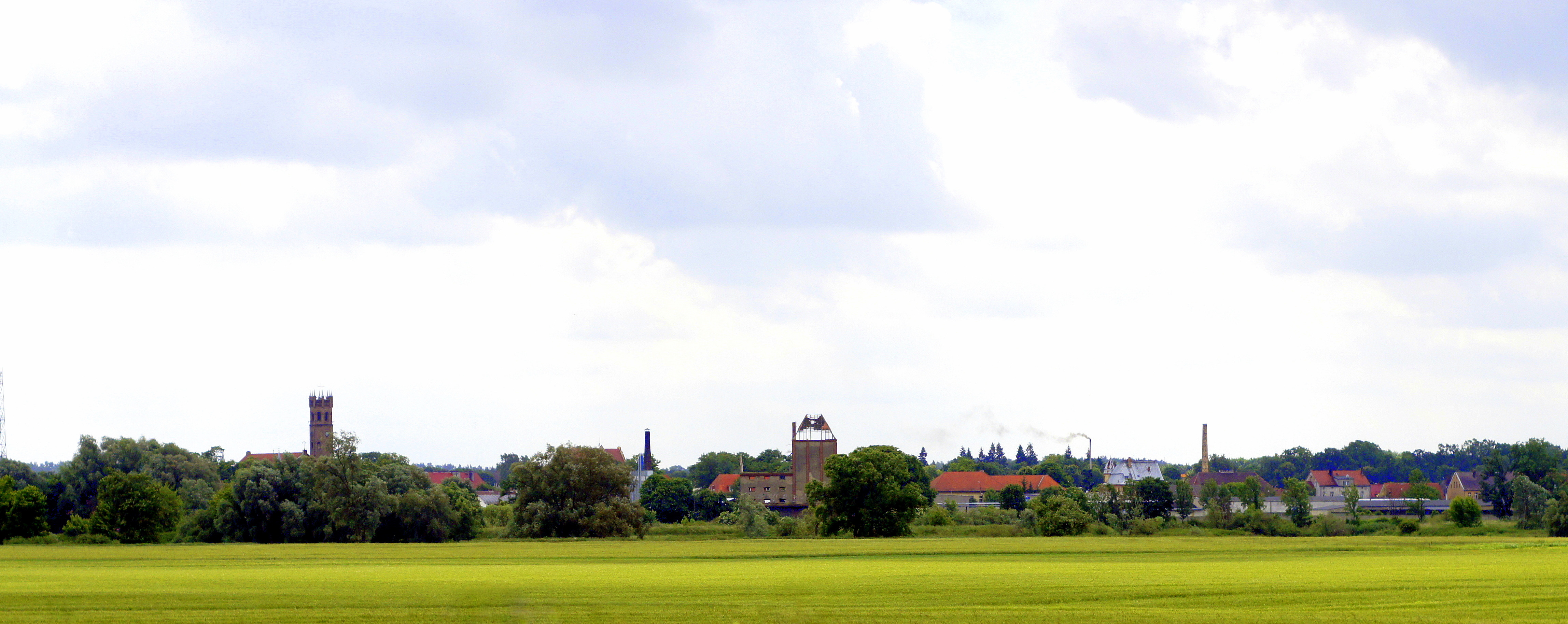
Panorama de la ville.

La ville est située dans l'ouest de la région historique de Grande-Pologne, près de l'embouchure de la rivière Obra dans la Warta. Le centre-ville se trouve à environ 18 kilomètres au nord de Międzyrzecz (siège du powiat) et à 23 kilomètres au sud-est de Gorzów Wielkopolski, chef-lieu de la voïvodie de Lubusz.

## Histoire
Établi au XIe siècle, Skwierzyna obtient le privilège urbain vers 1295. En ce temps-là, Przemysl II, duc de Grande-Pologne et roi de Pologne, avait l'ambition de s'opposer fermement à l'expansionnisme des margraves de Brandebourg, seigneurs du pays de Lubusz (la « Nouvelle-Marche ») à l'ouest. En 1406, le roi Ladislas II Jagellon attribuait le droit de Magdebourg à la ville. L'économie locale a particulièrement profité de la situation privilégiée sur le chemin du commerce entre Cracovie et le port de Szczecin. La frontière avec la marche de Brandebourg se trouvait immédiatement à l'ouest.

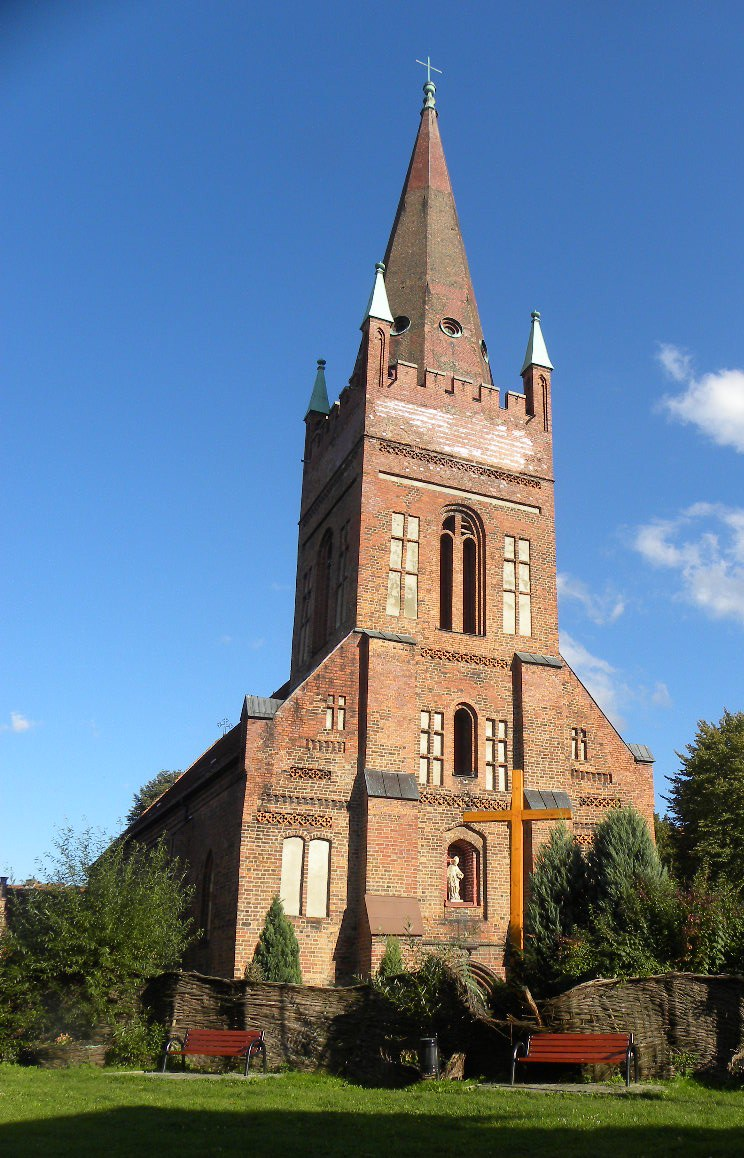
L'église Saint-Michel.

Après le deuxième partage de la Pologne, en 1793, la ville passa au royaume de Prusse et fut incorporée dans la province de Prusse-Méridionale. Elle faisait partie du duché de Varsovie créé par Napoléon Ier en 1807 et reviendra à nouveau à la Prusse par résolution du congrès de Vienne en 1815. Jusqu'à la fin de la Première Guerre mondiale, Schwerin an der Warthe appartenait au district de Posen, l'une de deux régions administratives prussiennes (Regierungsbezirke) du grand-duché de Posen (1815-1849) et son successeur, la province de Posnanie (1849-1918).
En 1919, la plupart de la Posnanie est attribuée au nouvel État polonais par le traité de Versailles, lorsque Schwerin est ajoutée à la nouvelle province prussienne de Posnanie-Prusse-Occidentale. Vers la fin de la Seconde Guerre mondiale, en janvier 1945, l’Armée rouge s’empare de la ville qui redevient polonaise et reprend son nom de Skwierzyna. La population allemande est expulsée.
De 1975 à 1998, la ville appartenait administrativement à la voïvodie de Gorzów. Depuis 1999, elle est administrée par la voïvodie de Lubusz.

## Transports
La ville est desservie par la voie rapide S3 (axe Szczecin-Gorzów Wielkopolski-Zielona Góra-Legnica), via les sorties  7 Skwierzyna Zachód et  8 Skwierzyna Południe.

## Jumelages
La ville a signé des jumelages ou des accords de coopération avec:
- Briansk (Russie)
- Bernau bei Berlin (Allemagne)

## Personnalités liées à la ville
- Johann Gottfried Piefke (1817-1884), musicien militaire et compositeur (Preußens Gloria) ;
- Erich Ziegel (1876-1950), acteur, metteur en scène, directeur de théâtre et dramaturge ;
- Sebastian Świderski (né en 1977), joueur de volleyball ;
- Renata Śliwińska (née en 1996), athlète handisport.